# Anemia palmarum
Anemia palmarum är en ormbunkeart som beskrevs av Frederik Michael Liebmann. Anemia palmarum ingår i släktet Anemia och familjen Anemiaceae. Inga underarter finns listade.